# Апп'яно-сулла-Страда-дель-Віно
Апп'яно-сулла-Страда-дель-Віно (італ. Appiano sulla Strada del Vino) — муніципалітет в Італії, у регіоні Трентіно-Альто-Адідже,  провінція Больцано.
Апп'яно-сулла-Страда-дель-Віно розташований на відстані близько 520 км на північ від Рима, 45 км на північ від Тренто, 9 км на південний захід від Больцано.
Населення — 14 733 особи (2014).
Щорічний фестиваль відбувається 5 червня.

## Демографія
Населення за роками:

Станом на 1 січня 2023 року в муніципалітеті офіційно проживав 1221 іноземець з 70 країн, серед них 595 громадян країн Євросоюзу та 50 громадян України.

## Сусідні муніципалітети
- Андріано
- Больцано
- Кальдаро-сулла-Страда-дель-Віно
- Фондо
- Малоско
- Наллес
- Ронцоне
- Сарноніко
- Сенале-Сан-Феліче
- Терлано
- Вадена
- Каварено

## Спорт
У місті базується хокейна команда «Апп'яно Пайретс».